# Io
För andra betydelser, se Io (olika betydelser).

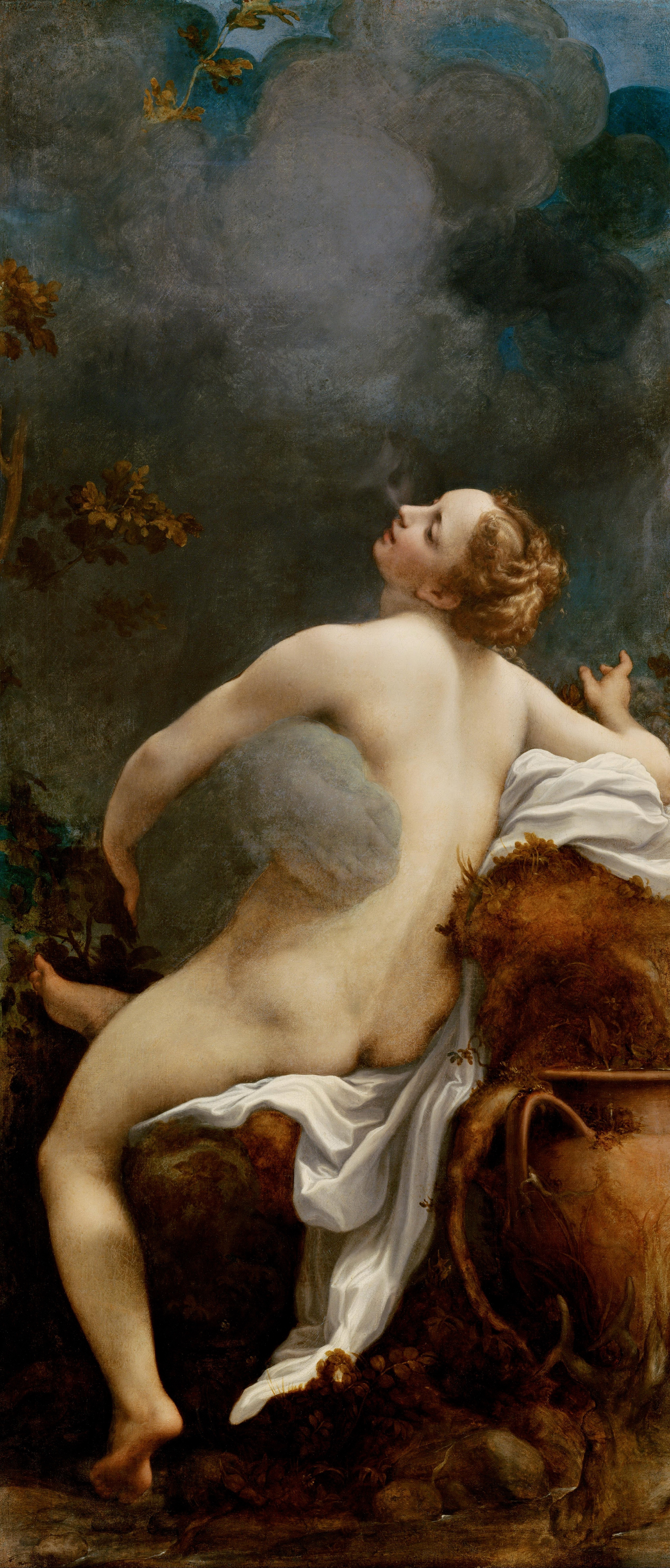
Jupiter och Io av Antonio Correggio

Io var i grekisk mytologi en prästinna som guden Zeus förälskade sig i.
Io, som enligt vissa källor var dotter till Inachos, var Heras prästinna i Argos. Zeus förälskade sig i henne, och för att undvika att hans maka Hera skulle lägga märke till deras kärleksaffär förvandlade han sig själv till ett moln och Io till en kviga. 
Hera lät sig dock inte luras, utan såg till att Io övervakades av den hundraögde jätten Argos. På Zeus uppdrag dödade Hermes Argos. Hera hämnades genom att skicka en broms som jagade Io till Egypten via Bosporen och Joniska havet, som båda två ska ha fått sina namn efter henne (Bosporos = ”kons vadställe”, jonisk efter Io). I Egypten mötte Zeus henne, återskapade hennes mänskliga gestalt och befruktade henne. Resultatet av deras relation blev sonen Epafos.
Berättelsen om Io var ett vanligt tema i grekisk och romersk konst och litteratur. En version av berättelsen ingår i Ovidius Metamorfoser. I Aischylos drama Den fjättrade Prometheus möter hon titanen Prometheus där han är fången.

## Källhänvisningar
1. 1 2 3 4  "Io". NE.se. Läst 12 januari 2015.
2. ↑  Henrikson, Alf: Antikens historier, s. 186. Läst 12 januari 2015.
3. ↑  Linders, Tullia, 1925-2008. (2003). Vem är vem i antikens Grekland och i romarriket : människor och gudar. Prisma. sid. 190. ISBN 9151842548. OCLC 186072314. https://www.worldcat.org/oclc/186072314. Läst 21 juli 2019